# Třebelovice
Třebelovice är en ort i Tjeckien.   Den ligger i regionen Vysočina, i den sydöstra delen av landet, 150 km sydost om huvudstaden Prag. Třebelovice ligger 477 meter över havet och antalet invånare är 460.
Terrängen runt Třebelovice är platt, och sluttar söderut.Runt Třebelovice är det glesbefolkat, med 16 invånare per kvadratkilometer. Närmaste större samhälle är Jemnice, 7,0 km väster om Třebelovice. I omgivningarna runt Třebelovice växer i huvudsak blandskog.